# Арто Толса
Арто Толса (фін. Arto Tolsa, 9 серпня 1945, Котка — 30 березня 1989, Котка) — фінський футболіст. Один з найкращих нападників в історії фінського футболу. Триразовий воладар звання Футболіст року у Фінляндії (за обома версіями нагороди). Також грав на позиції центрального захисника.
Виступав за «КТП», бельгійський «Беєрсхот», а також національну збірну Фінляндії.

## Клубна кар'єра
У дорослому футболі дебютував 1962 року виступами за команду «КТП»з рідного міста. Швидко став основним її нападником, вже 1964 року 19-річний гравець із 26 забитими голами став найкращим бомбардиром фінської футбольної першості, яка на той час мала напіваматорський статус. Зокрема сам Толса згодом поєднував виступи на полі з роботою в мерії Котки. Загалом за перші сім років футбольної кар'єри взяв участь у 130 іграх чемпіонату, в яких відзначився 108-ма голами. 1967 року допоміг команді здобути Кубок Фінляндії. 
1969 був запрошений до бельгійського «Беєрсхота», ставши одним із перших в історії футболу Фінляндії легіонерів. У бельгійській команді габаритного фіна, попри його бомбардирський хист на батьківщині, було переведено у центр захисту. Загалом відіграв за команду з Антверпена десять сезонів своєї ігрової кар'єри, двічі ставши у її складі володарем Кубка Бельгії. За роки, проведені в Бельгії, тричі визначався Футболістом року у Фінляндії, причому за обома наявним версіями — на думку спортивних журналістів і рішенням Футбольної асоціації країни.
1979 року повернувся на батьківщину, де ще протягом трьох років грав за рідний «КТП». 1980 року удруге став володарем Кубка Фінляндії.

## Виступи за збірну
1964 року дебютував в офіційних матчах у складі національної збірної Фінляндії.
Загалом протягом кар'єри у національній команді, що тривала 18 років, провів у її формі 77 матчів, забивши 9 голів.
Помер 30 березня 1989 року у віці 43 років у рідній Котці, ставши жертвою алкоголізму.
2000 року іменем Арто Толси було названо реконструйований стадіон у Котці, домашню арену його рідного клубу «КТП».

## Титули і досягнення

### Командні
- Володар Кубка Фінляндії (2):

«КТП»: 1967, 1980
- Володар Кубка Бельгії (2):

«Беєрсхот»: 1970-71, 1978-79

### Особисті
- Футболіст року у Фінляндії за версією журналістів (3):

1971, 1974, 1977
- Футболіст року у Фінляндії за версією Футбольної асоціації Фінляндії (3):

1971, 1974, 1977
- Найкращий бомбардир чемпіонату Фінляндії (1):

1964 (26 голів)